# Nikita Konstantinowitsch Kalugin
Nikita Konstantinowitsch Kalugin (russisch Никита Константинович Калугин; * 12. März 1998 in Krasnoje an der Wolga) ist ein russischer Fußballspieler.

## Karriere

### Verein
Kalugin begann seine Karriere bei der Konoplew Akademija. Im Januar 2013 wechselte er in die Akademie des FK Dynamo Moskau. Zur Saison 2016/17 rückte er in den Kader der drittklassigen Zweitmannschaft auf, für die er im Juli 2016 in der Perwenstwo PFL debütierte. Im selben Monat stand er gegen den FK Tjumen zudem erstmals im Kader der Profis von Dynamo. Sein Debüt für diese in der zweitklassigen Perwenstwo FNL gab er im März 2017, als er am 26. Spieltag der Saison 2016/17 gegen Lutsch-Energija Wladiwostok in der Nachspielzeit für Grigori Morosow eingewechselt wurde. Bis Saisonende kam Kalugin zu sieben Zweitligaeinsätzen für Dynamo und stieg zu Saisonende mit dem Verein in die Premjer-Liga auf.
In dieser kam er in der Saison 2017/18 allerdings nicht zum Einsatz. Daraufhin schloss er sich zur Saison 2018/19 dem Zweitligisten FK Sotschi an. Für Sotschi spielte er in der Saison 2018/19 27 Mal in der zweithöchsten Spielklasse und stieg mit dem Verein zu Saisonende in die Premjer-Liga auf. Im Juli 2019 debütierte er gegen Spartak Moskau in der höchsten russischen Spielklasse. In der Saison 2019/20 kam Kalugin zu 16 Einsätzen in der Premjer-Liga. Nach nur einem Einsatz in der Hinrunde 2020/21 wechselte er im Januar 2021 zum Zweitligisten FK Neftechimik Nischnekamsk.

### Nationalmannschaft
Kalugin durchlief von der U-15 bis zur U-19 sämtliche russische Jugendnationalmannschaften. Mit der U-17-Auswahl nahm er 2015 an der EM teil. Kalugin kam in allen fünf Spielen der Russen zum Einsatz, die im Halbfinale an Deutschland scheiterten. Durch die Halbfinalteilnahme qualifizierte sich das Team auch für die WM im selben Jahr, für die Kalugin allerdings nicht mehr nominiert wurde.
Im Mai 2017 spielte er erstmals für die U-21-Mannschaft.